# Pont de Kinzie Street
Le pont ferroviaire de Kinzie Street (ou Carroll Ave railroad bridge), officiellement Union Pacific railroad bridge) est un pont basculant enjambant la branche nord de la rivière Chicago à proximité de son confluent avec la branche principale. Il est situé dans le quartier de Wolf Point, et fait la liaison entre le secteur de Near North Side et celui de Near West Side à Chicago, dans l'État de l'Illinois, aux États-Unis.
Au moment de son ouverture en 1908, il était le plus long pont à bascule (environ 60 mètres) et le plus lourd du monde : 726 t pour un contrepoids de 1 131 t.
Le pont est entretenu par le Chicago Department of Transportation (CDOT), le service municipal chargé de l'entretien et de la gestion des infrastructures urbaines de la ville de Chicago.

## Description
Divers ponts furent construits précédemment sur le même site sous l'impulsion de William B. Ogden, premier maire de Chicago et promoteur des liaisons ferroviaires et navales. Ils incluent le premier pont qui permit de traverser la branche nord de la rivière Chicago, le premier pont de chemin de fer de Chicago, et l'un des premiers ponts construits entièrement en acier aux États-Unis.
Le Chicago Sun-Times, dont le siège était situé directement à l'est du pont, a déménagé son usine d'impression du centre-ville de Chicago en 2000, et le pont n'a pas été utilisé depuis. En lieu et place du bâtiment situé à un (1) mille, a été construit le Trump International Hotel and Tower qui est devenu en 2009 le deuxième plus haut gratte-ciel de Chicago après la Willis Tower, et le troisième des États-Unis après le One World Trade Center.

## Situation
Le pont de Kinzie Street est situé au 41° 53′ 18,7″ N, 87° 38′ 21″ O. Il est orienté est-ouest et enjambe la branche nord (North Branch) de la rivière Chicago, entre les secteurs de Near North Side et Near West Side. Au sud se trouve le quartier historique de Wolf Point, à la confluence des branches nord et sud de la rivière Chicago, et à l'est se trouve le 350 West Mart Center (River North Point) et le Merchandise Mart.
La voie ferrée sur le pont est un embranchement de l'Union Pacific Railroad, qui bifurque à partir de la ligne de l'Union Pacific/North Line environ 1 mile (1,6 km) au nord-ouest du pont. Le chemin de fer à l'est du pont n'est plus en service depuis 2000. Étant donné le tirant d'air abaissé de 6,5 pieds (±2m), le pont est toujours en position haute.

## Historique

### Premiers ponts
Après un traversier (1829), un pont piétonnier (1832) et la première liaison ferroviaire sur pont flottant (1852), le pont tournant de 1879 souffre des faiblesses du matériau soumis à des vibrations intenses (procédé métallique Bessemer, amélioré par l'ingénieur Hay). Le remplacement est confié à l’ingénieur qui avait étudié la composition en phosphore et en soufre de l’acier, William H. Finley.

### La grande ère des ponts
Pressentant l’importance centrale des communications, la ville de Chicago souhaite développer un prototype de pont métallique à reproduire en de nombreux exemplaires au-dessus de ses cours d’eau.
Avec l’inversion du courant de la rivière en 1900, le premier pont tournant et son pilier central deviennent un obstacle pour les barges et navires empruntant les nouvelles écluses plus larges des nouveaux canaux : 80 pieds (24,5 m) pour celle du lac, 110 (35,5 m) pour celles de l’Illinois waterway.
Pour une travée ou voie portée (ferroviaire) de 170 pieds (59 m, excluant la tour, fixe), la largeur navale utile autorisée sous le nouveau pont n’est que de 100 (30,5 m), la différence étant occupée par les piliers, culées et divers dispositifs de garde, jeu courant entre les dimensions hors-tout et utile.

### Ingénierie

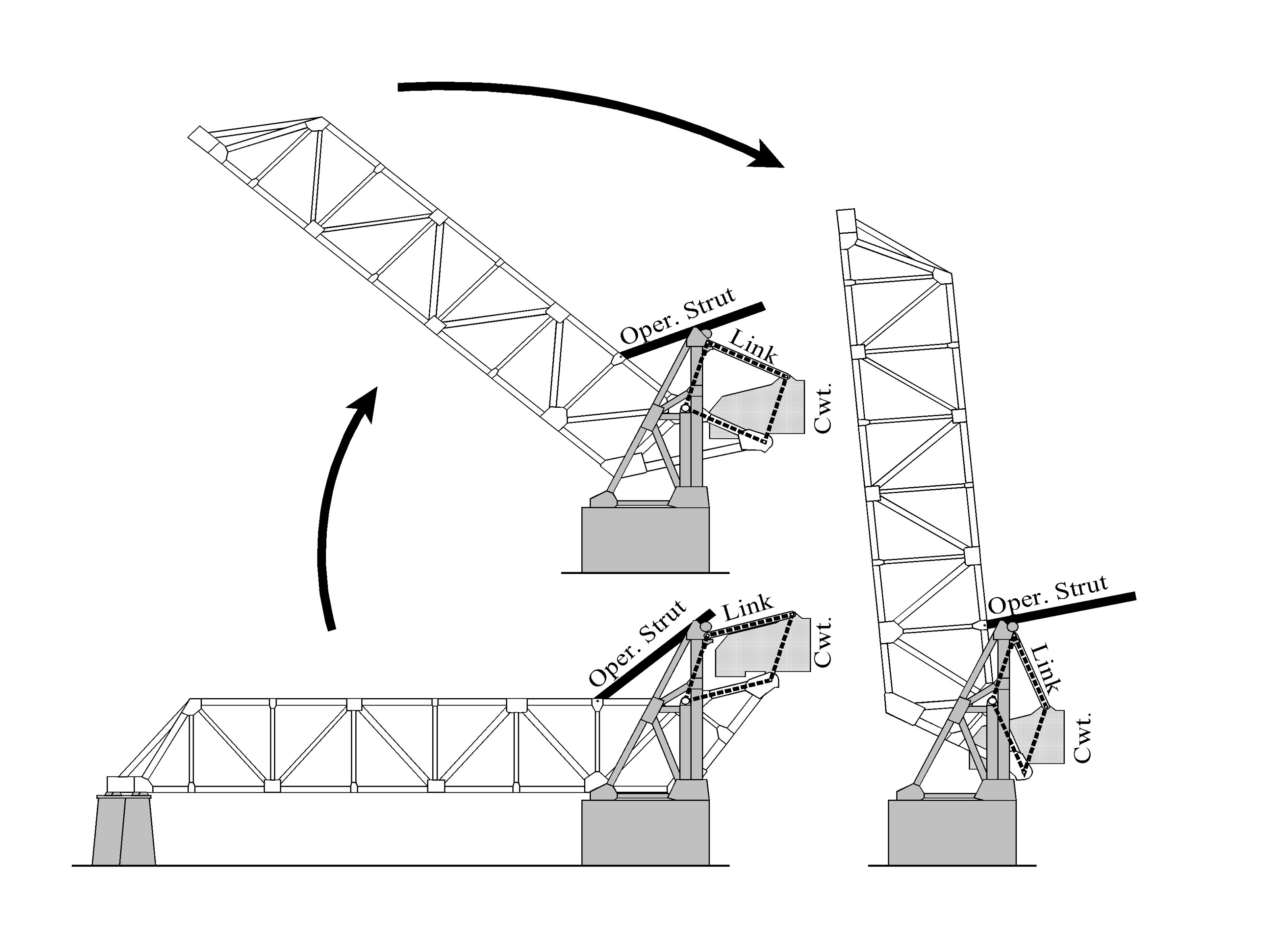
Schématique de son fonctionnement.

Pour supporter la masse colossale d'une travée unique, les fondations ont fait l'objet de l’une des nombreuses premières. Un caisson de bois d'œuvre de 41 pieds (12,5 m) x 51 (15,5 m) a été acheminé par voie d'eau depuis Goose Island juste au nord en près d’un mois fin 1907. Le 21 février 1908, l'excavation atteignait 50 pieds. Les pieux cylindriques ont été enfoncés à travers un lit de béton jusqu'à la couche rocheuse. Le 3 avril, le caisson était rempli de béton.
Pour répondre aux exigences de l'alignement ferroviaire, le plan retenu est un pont basculant à travée simple, construit par la Société de Joseph B. Strauss qui construisit le pont du Golden Gate entre 1933 et 1937 à San Francisco.
Commencée le 17 mai, « la travée comporte […] une articulation fixe A; chaque poutre principale se prolonge par un quadrilatère déformable AB CO solidaire par la bielle CO d'un balancier qui supporte un contrepoids » oscillant autour d'un tourillon O. Les 4 pivots ne requièrent qu'une motorisation modérée (50 CV) grâce à un équilibre précis sensible aux intempéries, au vent, à la poussière, et… à la peinture fraîche, il comporte des freins et, en fin de course, des amortisseurs et un système de verrouillage. Fait particulier : le pont est légèrement asymétrique.
Durant les quelques mois de travaux, le pont tournant resta en opération. L'emplacement du nouveau pont basculant chevauchant la moitié aval de l'ancien, celle—ci fut sectionnée pour être remplacée par une demi-structure provisoire fixe.

### Utilisation et pérennité
Le nouveau pont ferroviaire a été construit à deux voies, mais conçu pour 4 éventuellement. Ce projet ne fut pas réalisé, le nombre de manœuvres étant passé de 16.608 en 1915 à 9.587 en 1922 : la voie ferrée du Chicago and North Western Railway qui se rendait à l'origine jusqu'à l'Ogden Slip, n'a desservi la gare de passager Wells Street Station que pendant trois ans jusqu'à l'inauguration de l'Ogilvie Transportation Center.
Vu son tirant d'air baissé de 6,5 pieds seulement (à peine 2m), il a été le dernier pont gardienné 24 heures sur 24. Bien que désaffecté, le pont est soumis aux règles d’opération du code fédéral américain (CFR), titre 33, chapitre 117. Pour maintenir le droit d’accès de la compagnie ferroviaire, un camion sur rail y passe une fois l’an.
Les travaux de construction d'un dolphin pour protéger le pont des collisions de barges ont involontairement causé l'inondation de 1992. Les supports en bois ont percé la voute d'un tunnel de service (ancien chemin de fer à marchandises de la Chicago Tunnel Company). Bien que les dégâts aient relativement rapidement été constatés, le danger n'a pas pleinement été pris au sérieux avant qu'une voie d'eau ne se crée dans l'argile du lit de la rivière, inondant les anciens raccordés au chemin de fer souterrain dans le centre-ville,.
Son nom est dû à sa consécration comme Chicago Landmark (CL) par la ville de Chicago en 2007. Occasionnellement contesté, sa survie n'est pas nécessairement assurée.